# 章汝槐
章汝槐（1515年—？），字子應，江西撫州府臨川縣人，民籍，明朝政治人物。

## 生平
癸卯科（1543年）江西鄉試第六十四名舉人。嘉靖三十五年（1556年）中式丙辰科三甲第五十六名進士。吏部观政，授直隶桐城县知县，三十八年升工部主事，四十一年升员外，四十二年升广西按察司佥事，四十五年致仕。隆慶元年（1567年）七月坐贪酷，为巡按御史朱炳如所劾，黜为民。

## 家族
曾祖章紹元；祖父章曰讓；父章文，散官、封工部主事。母王氏，封太安人。兄汝植（医官）、弟汝柟、汝杞。